# Silent Miracles
Silent Miracles - minialbum niemieckiego zespołu power metalowego Gamma Ray wydany 7 lutego 1996 roku przez Noise Records.

## Lista utworów
1. "Miracle" (Hansen) - 7:18
2. "Farewell" (Schlächter) - 5:10
3. "The Silence" (Hansen) - 6:30
4. "A While In Dreamland" (Schlächter, Hansen) - 4:18

- "Miracle" to wolniejsza i nieco zmieniona wersja utworu "Man On a Mission" z albumu Land of the Free.
- Utwory "Farewell" i "A While In Dreamland" pojawiają się również na albumie Land of the Free.
- "The Silence" to ponownie nagrana wersja utowru o tej samej nazwie z płyty Heading for Tomorrow.

## Skład zespołu
- Kai Hansen - śpiew, gitara
- Dirk Schlächter - gitara
- Jan Rubach - gitara basowa
- Thomas Nack - perkusja